# Rajnochovice
Rajnochovice település Csehországban, Kroměříži járásban. Rajnochovice Loukov, Kateřinice, Hošťálková, Osíčko, Podhradní Lhota, Chvalčov, Držková, Podolí és Kunovice településekkel határos. Lakosainak száma 558 fő (2024. január 1.).

## Népesség
A település lakosságának változását az alábbi diagram mutatja:
| Lakosok száma | 1053 | 1019 | 1107 | 835  | 638  | 550  | 565  | 541  | 499  | 558  |
|               | 1869 | 1900 | 1921 | 1961 | 1980 | 2011 | 2016 | 2019 | 2021 | 2024 |